# Bedford OB

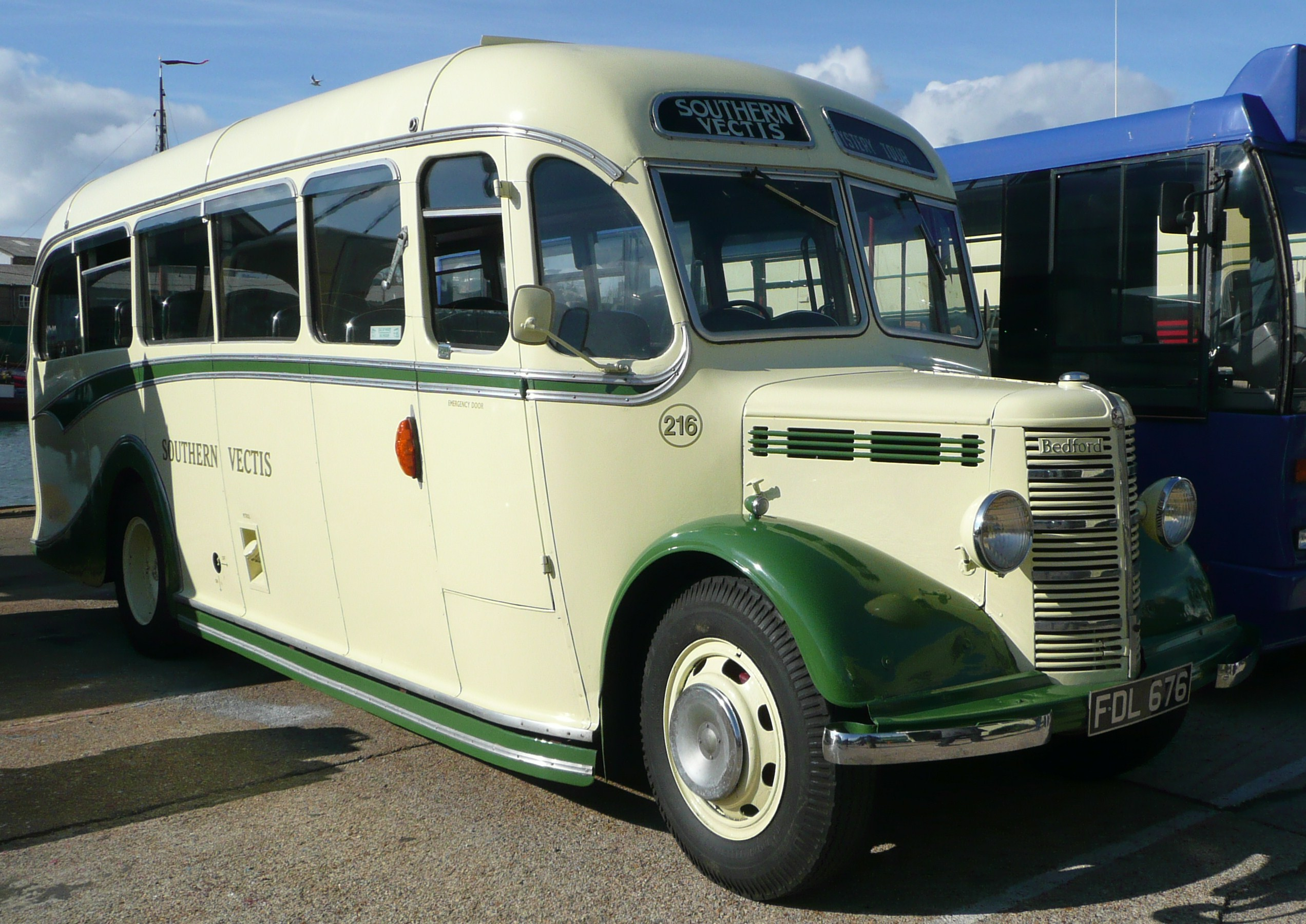
Ein restaurierter Bedford OB, der früher von Southern Vectis auf der Isle of Wight eingesetzt wurde

Der Bedford OB war ein Linien- oder Reisebusmodell, das Bedford 1939 herausbrachte. Es löste den Bedford WTB ab.
Wie der WTB, wurde der OB von einem Sechszylinder-Ottomotor mit einem Hubraum von 3,519 l angetrieben. Das Triebwerk wurde auch als 28 hp-Motor bekannt, da es mit 28 Steuer-PS eingestuft wurde. Der neue Typ unterschied sich von seinem Vorgänger hauptsächlich durch die Konstruktion des Fahrgestells. Für den OB konstruierte Bedford erstmals einen eigenständigen Rahmen, während bei der Vorgängergeneration leicht veränderte Lkw-Fahrgestelle benutzt wurden. Das Chassis hatte einen Radstand von 4.420 mm und ist als Kurzschnauzer (hat eine kurze Motorhaube, unter der der vordere Teil des Motors liegt; der hintere Teil ragt in den Fahrgastraum und hat eine eigene Abdeckung) zu betrachten.  Der OB besaß ein manuelles Vierganggetriebe und eine schwimmend gelagerte Hinterachse. Die hydraulischen Bremsen sind vakuumunterstützt. Getriebe, Kardanwelle und Differentialgetriebe waren so angeordnet, dass der Bus einen abgesenkten Mittelgang besaß. Die Aufbauten wurden größtenteils von Duple hergestellt, jedoch fertigten noch 46 weitere Karosseriebauunternehmen, darunter Plaxton, Mulliner, SMT und Thurgood, Aufbauten für den OB. Die Aufbauten waren für 26 bis 29 Passagiere ausgelegt.
Vor dem Zweiten Weltkrieg wurden nur 73 Stück gebaut. Im Jahr 1942 wurde mit der Produktion einer vereinfachten Version, des OWB, nach den Vorgaben des Ministry of Supply begonnen. Die Aufbauten mit 29 bis 32 Sitzplätzen, die nun größtenteils aus Holz bestanden, kamen von Duple und Roe. Der Bus hatte unter anderem auch Holzsitze. Nach ungefähr 3300 hergestellten Bussen wurde 1945 die Produktion des OWB beendet und der OB wieder neu aufgelegt und bis 1951 hergestellt. Insgesamt entstanden 16.164 Chassis, davon 12.766 OB, eine Zahl, die diesen Typ zu einem der erfolgreichsten weltweit in dieser Größenordnung macht. Viele OWB wurden nach Ende des Zweiten Weltkrieges auf den Standard des OB umgebaut. Abgelöst wurde der Bus durch den Bedford SB, der mit 33 Sitzplätzen für viele Betreiber jedoch zu groß war. Erst 1961 stellte Bedford mit dem Bedford VAS einen Nachfolger in der Größenordnung des OB vor.